# 9270 Sherryjennings
A 9270 Sherryjennings (ideiglenes jelöléssel (9270) 1978 VO8) a Naprendszer kisbolygóövében található aszteroida. Eleanor F. Helin és Schelte J. Bus fedezte fel 1978. november 7-én.